# بالاپان (باشقیرستان)
بالاپان (انگلیسی: Balapan, Republic of Bashkortostan) یک شهرک در شهرستان زیلایرسکی استان باشقیرستان کشور روسیه است.